# 小行星5435
小行星5435（英語：5435 Kameoka）是一颗围绕太阳公转的小行星。1990年1月21日，杉江淳在Dynic发现了此天体。
这颗小行星的绝对星等为358.6910863312791等。